# Železniško postajališče Kamnik Graben
Železniško postajališče Kamnik Graben je eno izmed železniških postajališč v Kamniku in oskrbuje predvsem severni del mesta.
S postajališčem Kamnik Graben se konča kamniška proga. Tir 3 se sicer še nadaljuje proti severu kot industrijski tir do nekdanje smodnišnice (nazadnje KIK).